# Marriage Story
Marriage Story är en amerikansk-brittisk dramakomedifilm från 2019. Filmen är regisserad av Noah Baumbach, som även har skrivit manus. Filmen handlar om paret Nicole (Scarlett Johansson) och Charlie Barber (Adam Driver) som går igenom en skilsmässa. Filmen övriga roller spelas av Laura Dern, Alan Alda, Ray Liotta, Azhy Robertson, Julie Hagerty, Matthew Shear och Merritt Wever.
Filmen och dess rollista tillkännagavs i november 2017. Filminspelningen ägde rum i Los Angeles och New York mellan januari och april 2018. Filmen hade världspremiär vid filmfestivalen i Venedig den 29 augusti 2019, och hade en begränsad biopremiär i USA den 6 november 2019. Senare släpptes filmen på Netflix den 6 december 2019.
Filmen fick flera positiva recensioner, där recensenterna berömde Baumbachs manus och regi, liksom dess skådespel (speciellt från Johansson, Driver och Dern) och musik. Den utvaldes både av National Board of Review och Time Magazine som en av 2019 års tio bästa filmer.

## Rollista (i urval)
| - Scarlett Johansson − Nicole Barber - Adam Driver − Charlie Barber - Laura Dern − Nora Fanshaw - Alan Alda − Bert Spitz - Ray Liotta − Jay Marotta - Azhy Robertson − Henry Barber - Julie Hagerty − Sandra - Merritt Wever − Cassie | - Mark O'Brien − Carter - Matthew Shear − Terry - Brooke Bloom − Mary Ann - Kyle Bornheimer − Ted - Mickey Sumner − Beth - Wallace Shawn − Frank - Martha Kelly − The Evaluator - Hannah Dunne – Agnes |